# UC-78号潜艇
陛下之UC-78号艇是德意志帝国海军于第一次世界大战期间建造的其中一艘UC-II型近岸布雷潜艇或称U艇。它由汉堡的伏尔铿船厂承建，于1916年12月8日新船下水，至1917年1月10日交付使用。其全长50.5米，水面及水下排水量分别为410吨和493吨，艇载武器则包括三具鱼雷发射管、六具水雷滑射槽以及一门88毫米口径甲板炮。UC-78号入役后曾先后被部署至驻波罗的海的库尔兰区舰队和驻北海的第一区舰队，并参与了大西洋潜艇战。通过其十二次巡逻，仅间接击沉1艘排水量为350吨的俄国军舰。1918年5月9日，该艇在瑟堡以西水域遭英国蒸汽船亚历山德拉王后号撞击后沉没，艇内29名官兵全数阵亡。

## 设计
1915年秋天，由于中立国美国的干预，U艇战几乎陷入停顿，导致德国广泛开展《国际法》所允许的水雷战，从而使布雷潜艇的需求量相应增加。德意志帝国海军潜艇监察局（Inspektion des U-Bootwesens）的开发部门留意到了这一点，遂以UB-II型为基础，按照兼顾布雷效率和生产速度的要求，以41号工程的名义设计了UC-II型潜艇。为了弥补前型UC-I型的缺陷，UC-II型艇不仅更大，而且采用双轴推进系统。然而，与前型最主要的区别在于，UC-II型艇重新运用了双壳体结构。但它并非纯粹的双体潜艇，而是一种中间过渡型；因为外层没有封闭耐压壳体，而是作为鞍形水柜附在上方。
UC-78号是64艘UC-II型方案的其中一艘。这个亚型的艇体结构与UB-II型类似，但体积更大，全长为50.5米，并有3.65米的吃水深度；由于不再考虑铁路运输的装载限界，舷宽也得以增至5.22米。其水上和水下排水量分别为410吨和493吨。艇只采用两台科尔庭六缸四冲程600匹公制馬力（440千瓦特）柴油机用于水面运行，以及两台620匹公制馬力（460千瓦特）的西门子-舒克特电动发电机用于水下航行；水面最高航速11.8節（21.9每小時），水下7.3節（13.5每小時）；能够在水面以7節（13每小時）航速续航10,230海里（18,950），或以4節（7.4每小時）连续在水下航行52海里（96）而无需充电。其潜没需时约为30秒，能够在50米的深度下运作。
作为布雷潜艇，UC-78号改将六具布雷滑射槽安装在艇体前部，每具储存井内的水雷数量增至3枚，即合共18枚UC200型水雷。布雷时只需将存储井底部的盖板打开，水雷便可凭借自身重量滑入水中。随着滑射槽长度增加，艇体艏楼的上层建筑被抬高，上层建筑与司令塔之间的凹陷处布置了一门88毫米30倍径速射炮作为甲板炮。但由于位置相对较低，火炮甲板在恶劣海况下很容易被涌浪淹没。此外，UC-78号还装备有三具500毫米鱼雷发射管，这极大提升了潜艇的攻击能力。其中艇艏两具外置在两侧、艇艉一具则为内置式，并可搭载合共7枚G6型鱼雷。其标准船员编制为3名军官及23名水兵。

## 历史
1916年1月12日，在海军元帅阿尔弗雷德·冯·提尔皮茨的倡议下，国家海军办公室分别向五家德国造船厂发包第三批次的UC-II型潜艇。UC-78号因此成为汉堡伏尔铿船厂承建的该批次五号艇，建造编号为83。它于1916年12月8日新船下水，至1917年1月10日在首度担任艇长的海军中尉汉斯·库卡特的指挥下交付使用，随即被编入驻利鲍的库尔兰区舰队，并在波罗的海完成海试。自1918年1月18日起，它又转配至驻布伦斯比特尔科格的第一潜艇区舰队服役。
在为期十六个月的服役生涯中，UC-78号参与了大西洋潜艇战，足迹曾抵但泽湾、哥特兰岛、奥兰群岛以及波的尼亚湾等多处水域。1917 年9月2日至4日，该艇及其姊妹艇UC-57号曾参与德军对里加的占领行动，负责炮击沿海岸撤退的俄罗斯帝国陆军部队。一个月后，该艇又作为库尔兰区舰队的一份子参加了阿尔比恩行动，旨在征服穆胡群岛。它在行动中的任务是监视萨雷马岛和鲁赫努岛之间的海域，并在俄国人的航道上布雷。在德国军队成功闯入里加湾后，UC-78号于10月25日返回利鲍。
通过十二次布雷及破交战巡逻，UC-78号仅间接击沉过1艘隶属俄罗斯帝国海军的驱逐舰，即排水量为350吨的布拉科夫中尉号。它于1917年8月12日从代格比前往玛丽港的途中，在奥兰群岛附近撞上了由UC-78号于同年5月8日布设的水雷阵而沉没。此外，容积总吨为1,481吨的希腊轮船埃夫斯特拉蒂奥斯号（Ευστράτιος）也于1918年4月4日在布洛涅附近遭库卡特发射鱼雷命中，但该舰遇袭后仅仅受损，并未沉没。1918年5月9日，正在英吉利海峡巡逻的UC-78号于瑟堡以西水域（49°49′N 01°40′W / 49.817°N 1.667°W）遭英国涡轮蒸汽船亚历山德拉王后号撞击后沉没，艇内29名官兵全数阵亡。

## 袭击历史摘要
| 日期          | 船名               | 船籍           | 吨位  | 结局 |
| ------------- | ------------------ | -------------- | ----- | ---- |
| 1917年8月12日 | 布拉科夫中尉号     | 俄羅斯帝國海軍 | 350   | 击沉 |
| 1918年4月4日  | 埃夫斯特拉蒂奥斯号 | 希腊           | 1,481 | 击伤 |

## 脚注
1. 1 2 3 4  Helgason, Guðmundur. . German and Austrian U-boats of World War I - Kaiserliche Marine - Uboat.net.   [2009-02-23].
2. ↑  Tarrant，第173頁.
3. 1 2 3  Gröner 1991，第31-32頁.
4. 1 2  Helgason, Guðmundur. . German and Austrian U-boats of World War I - Kaiserliche Marine - Uboat.net.   [2015-03-04].
5. ↑  Helgason, Guðmundur. . German and Austrian U-boats of World War I - Kaiserliche Marine - Uboat.net.   [2015-03-04].
6. ↑  陈进，第48頁.
7. ↑  . Navypedia.   [2022-09-16]. （原始内容存档于2023-01-20）.
8. ↑  陈进，第46頁.
9. ↑  Michelsen，第48頁.
10. ↑  陈进，第165頁.
11. ↑  NARS，第130頁.
12. ↑  Gozdawa-Gołębiowski，第402頁.
13. ↑  Gozdawa-Gołębiowski，第514頁.
14. ↑  Kosiarz，第307頁.
15. ↑  Kosiarz，第316, 322頁.
16. ↑  Helgason, Guðmundur. . German and Austrian U-boats of World War I - Kaiserliche Marine - Uboat.net.   [2023-03-31].
17. ↑  Helgason, Guðmundur. . German and Austrian U-boats of World War I - Kaiserliche Marine - Uboat.net.   [2023-03-31].
18. ↑  Helgason, Guðmundur. . German and Austrian U-boats of World War I - Kaiserliche Marine - Uboat.net.   [2015-03-02].